# Miklós Molnár
Pour le footballeur danois, voir Miklos Molnar.
Pour les articles homonymes, voir Molnar.
Miklós Molnár, né le 28 octobre 1918 à Budapest et mort en novembre 2003, est un historien hongrois, professeur honoraire de l'Institut universitaire de hautes études internationales de l'université de Genève et de l'Université de Lausanne. Il a été membre étranger de l'Académie des sciences de Hongrie. 
Il a publié en France plusieurs ouvrages sur les relations internationales, l'histoire sociale et les pays d'Europe centrale, notamment la Démocratie se lève à l'Est : société civile et communisme en Europe de l'Est : Pologne et Hongrie.